# جون س. أوكونور
جون س. أوكونور (بالإنجليزية: John C. O'Connor)‏ هو لاعب كرة قدم أمريكية أمريكي، ولد في 21 ديسمبر 1878 في Bradford, Massachusetts ‏ في الولايات المتحدة، وتوفي في 5 يناير 1922 في مانشستر في الولايات المتحدة.